# KkStB 35
Die Dampflokomotivreihe kkStB 35 waren Güterzug-Schlepptenderlokomotiven der k.k. Staatsbahnen (kkStB), die ursprünglich von der Kaiser Franz Josephs-Bahn (KFJB), von der Österreichischen Nordwestbahn (ÖNWB) und von der Vorarlberger Bahn (VB) stammten.

## KkStB 35.01–56 (KFJB)
Die KFJB bestellte 56 Güterzuglokomotiven der Bauart C bei Sigl in Wien.
Diese wurden 1868 bis 1871 geliefert.
Sie hatten überhängende Feuerbüchse und ein weit ausgeschnittenes Führerhaus ohne Seitenfenster.
Später wurden die Maschinen umgebaut und erhielten dabei auch andere Kessel.
Nach der Verstaatlichung 1884 wurden sie von der kkStB in die Reihe 35 eingeordnet.
Nach dem Ersten Weltkrieg kamen die verbliebenen Maschinen zu den ČSD, die ihnen die Reihennummer 312.3 gaben, zu den FS, wo sie die Reihennummer 195 bekamen, und zu den Eisenbahnen des Königreichs der Serben, Kroaten und Slowenen (SHS) und später zu den JDŽ, die sie ausmusterten, ohne ihnen eine eigene Reihenbezeichnung zu geben.
Die ČSD schied die Reihe 312.3 bis 1930 aus.
Zur BBÖ kamen 23 Exemplare, die ebenfalls bis 1930 ausgeschieden wurden.

## KkStB 35.57–59 (ÖNWB)
Für die erste Teilstrecke der ÖNWB Kolín–Goltsch-Jenikau kaufte die Baufirma drei Güterzuglokomotiven der Bauart C bei Sigl in Wien, die vollkommen identisch zu den oben beschriebenen KFJB-Maschinen waren.
Die ÖNWB gab ihnen die Nummern 5–7 (später 133–135) und die Reihenbezeichnung Va.
Auch diese Maschinen erhielten zwischen 1886 und 1890 neue stärkere Kessel.
Nach der Verstaatlichung ordnete sie 1909 die kkStB in die Reihe 35 ein; sie erhielten die Nummern 35.57–59.

## KkStB 35.91–94 (VB)
Diese Lokomotiven der Bauart C stammten von der Vorarlberger Bahn, waren dort erst die Nummern 7–10, später 17–20, wurden nach der Verstaatlichung von der kkStB zunächst als 31.01–04 eingereiht, dann 1894 in 35.91–94 umnummeriert, bevor sie schließlich 1904 die Nummern 135.91–94 bekamen.